# Инополис
Инополис (на татарски: Иннополис) е град в Верхнеуслонски район, Република Татарстан, Русия. Населението му през 2017 година е 102 души, което го прави най-малкият град в страната. Градът е разположен на брега на река Свияга.
Инополис е най-младият град в Русия – основан е през 2012 година като наукоград. В него са разположени университетът Инополис, научни и образователни учреждения. Там е изградена особената икономическа зона Инополис.

## Население
| 2015 | 2016 | 2017 |
| ---- | ---- | ---- |
| 10   | 96   | 102  |